# Lex Ovinia
plebiscitum Ovinium
Droit romain et lois romaines
La Lex Ovinia limitant le choix des sénateurs aux anciens magistrats curules (Lex Ovinia de senatus lectione) est une loi romaine présentée et votée entre 339 et 312 av. J.-C. Elle fait suite aux Leges Publiliae Philonis qui obligent qu’un des deux censeurs soit un plébéien.
La lex Ovinia, (« loi Ovinienne ») tribuniciana (« loi du tribun Ovinius »), de senatus lectione, est une loi tribunitienne. Elle consiste en un plébiscite : le plebiscitum Ovinium (« plébiscite Ovinien »),,. Elle ne nous est connue par le seul texte de Festus. Tite-Live ne mentionne ni son nom ni son contenu ni son vote.
Cette nouvelle loi transfère des consuls aux censeurs le pouvoir de nommer les nouveaux sénateurs. Cette loi permet aussi aux censeurs de décider de l'entrée de n’importe quel magistrat nouvellement élu au Sénat. Les plébéiens détenant déjà de nombreuses magistratures, leur nombre au Sénat augmente probablement rapidement.